# پل هرو
پل هرو مربوط به دوران‌های تاریخی پس از اسلام است و در شهرستان خرم‌آباد، روستای سیل گرگی، بر روی رودخانه هرو واقع شده و این اثر در تاریخ ۱۰ مهر ۱۳۸۰ با شمارهٔ ثبت ۳۹۵۵ به‌عنوان یکی از آثار ملی ایران به ثبت رسیده است. مردم این منطقه لک و لر زبان هستند که از ایلات باجلان و بیرانوند می‌باشند  بهرام رازانی نویسنده مردی برای همیشه اهل هرو است.بهرام ثروت خود را در راه املاک و معاملات زمین به دست آورده.